# يوجين ميرفي
يوجين ميرفي (بالإنجليزية: Eugene Murphy)‏ هو سياسي أيرلندي، ولد في 26 أغسطس 1965 في بويل في جمهورية أيرلندا. حزبياً، نشط في فيانا فايل. في 2016 Irish general election ‏، انتخب نائب دييل عن دائرة Roscommon–Galway (Dáil constituency) ‏ وقد انضم خلال فترته النيابية ‏ (10 مارس 2016 – ) للكتلة البرلمانية فيانا فايل.